# Bazylika Matki Boskiej Bolesnej w Stičnej
Bazylika Matki Boskiej Bolesnej w Stičnej (słoweń. Bazilika Žalostne Matere božje v Stični) – rzymskokatolicki kościół parafialny i klasztorny w Stičnej, w Słowenii.

## Historia
Budowę klasztoru zaczęli cystersi w 1132 r. Równocześnie rozpoczęto budowę kościoła, która trwała 20 lat. Konsekrował go 8 lipca 1156 r. patriarcha Akwilei Peregrin. Na podstawie badań z początku XX w. wiemy, że kościół początkowo miał drewniany dach i był podzielony na dwie części zakonną – zachodnią i wschodnią dla braci świeckich. W nawie głównej znajdował się krzyż. W 1475 r. Turcy po raz pierwszy spalili i ograbili klasztor i kościół. Po odbudowie poświęcono go Matce Bożej Bolesnej. W 1529 r. Turcy ponownie najechali klasztor. Zakonnicy przetrwali atak, ale klasztor i kościół ponownie zostały splądrowane i spalone. Odbudowa kościoła trwała prawie 100 lat. Prace ukończono w 1622 r., a wnętrze uzyskało barokowy wystrój. W XVIII w. kościół przeszedł kolejną przebudowę, wykonano nową drogę krzyżową, której autorem był Fortunata Berganta, dodano nowe boczne ołtarze i ławki. W ołtarzu głównym umieszczono pietę pochodzącą z początku XVII wieku.

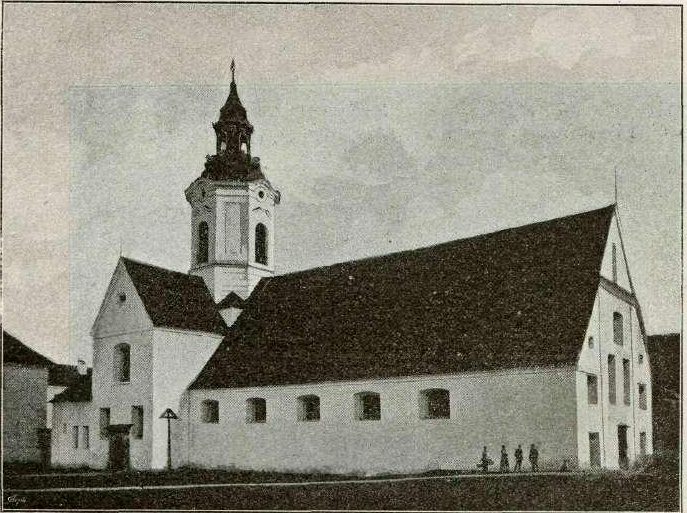
Bazylika w 1894 r.

W 1784 r. nastąpiła kasata zakonu cystersów. Kościół stał się kościołem parafialnym, ale utrzymanie tak dużej budowli było zbyt dużym obciążeniem i kościół zaczął podupadać. Pomimo prób renowacji gruntowny remont miał miejsce dopiero w latach 1927–1928. W 1898 roku cystersi wrócili do klasztoru i przejęli opiekę nad parafią i kościołem. W 1936 r., z okazji 800-lecia istnienia opactwa został przebudowany główny ołtarz, a papież Pius XI nadał świątyni godność bazyliki. W 1945 r. podczas Wielkiego Postu bazylika została dwukrotnie zbombardowana. Zniszczone lub uszkodzone zostały witraże, dzwonnica i ołtarz główny. Odbudowa przebiegała powoli. Dopiero w 1953 r. wymieniono uszkodzone okna, a w 1954 r. Jože Plečnik zaprojektował nowe tabernakulum. W 1977 r. podczas przebudowy dostosowano prezbiterium do wymogów posoborowych – podwyższono jego poziom oraz wykonano nowy ołtarz.

## Opis
Kościół ma 64 m długości i 18 m szerokości. Ma 3 nawy i 1 wieżę nad kopułą, w miejscu przecięcia się nawy głównej z poprzeczną. Prezbiterium jest zakończone wielobocznie, z kaplicami po bokach.